# Серебренников, Николай Николаевич (артист балета)
Никола́й Никола́евич Сере́бренников (17 [30] ноября 1918, Петроград — 23 марта 1996, Санкт-Петербург) — русский советский артист балета, солист Ленинградского театра оперы и балета имени С. М. Кирова, педагог и методист классического балета, автор единственного в России учебника по дуэтному танцу. Заслуженный деятель искусств РСФСР (1979).

## Биография
Окончил Ленинградское хореографическое училище в 1939 году (педагоги Владимир Пономарёв, Андрей Лопухов, Борис Шавров, Николай Ивановский).
В 1939—1959 годах — солист балета Ленинградского театра оперы и балета имени С. М. Кирова. Во время Великой Отечественной войны воевал.
Начиная с 1948 года и до своей смерти преподавал дуэтный танец в Ленинградском хореографическом училище, занимался разработкой методики дуэтного танца. Его учебник «Поддержка в дуэтном танце» (1969), неоднократно переизданный, остаётся основополагающим трудом по методике обучения дуэтного танца в России. В 1974 году поставил учебно-методический фильм «Дуэтный танец».
Среди учеников Николая Серебренникова — несколько поколений солистов балета Ленинграда: Ирина Колпакова, Алла Осипенко, Наталия Макарова, Габриэла Комлева, Михаил Барышников и многие другие.

## Репертуар
Ленинградский театр оперы и балета им. Кирова
- Парис, «Ромео и Джульетта», балетмейстер Леонид Лавровский
- Менго, «Лауренсия», балетмейстер Вахтанг Чабукиани
- Игорь, «Татьяна», балетмейстер В. Бурмейстер
- Боцман, «Красный мак», балетмейстер Ростислав Захаров
- Раб, «Баядерка», балетмейстер Мариуса Петипа
- Вакх, «Вальпургиева ночь», балетмейстер Леонид Лавровский

## Сочинения
- Серебренников Н. Поддержка в дуэтном танце. — Л.: Искусство, 1969. — 136 с. — 15 000 экз.
- Серебренников Н. Поддержка в дуэтном танце. — 2-е. — Л.: Искусство, 1979. — 172 с. — 20 000 экз.
- Серебренников Н. Поддержка в дуэтном танце. — 3-е. — Л.: Искусство, 1985. — 144 с. — 15 000 экз.

## Награды и звания
- заслуженный деятель искусств РСФСР (1979)
- орден Отечественной войны 2 степени (06.11.1985)
- орден Дружбы народов (10.06.1988)
- медаль «За боевые заслуги»